# Konstancja (córka Sancha I)
Konstancja, port. Constança (ur. przed 1182, zm. 3 sierpnia 1202) – infantka portugalska, trzecia córka króla Sancha I i królowej Dulce Berenguer. O jej życiu wiadomo bardzo niewiele. Zmarła, nie wychodząc za mąż.